# Парад левів у Львові

Емблема фестивалю

Одна зі скульптур Параду-2007 роботи Миколи Малишка

Одна зі скульптур Параду-2009

Парад левів у Львові — нерегулярний фестиваль в стилі «паблік-арт», що проходить у вересні на центральній прощі Львова — площі Ринок — та у дворику львівської ратуші. У його рамках проходить розфарбування і виставка скульптур левів. Фестиваль проходив у 2007 та 2009 роках.

## Про фестиваль
Певна кількість однакових фігур левів розмальовуються відомими людьми і професійними художниками у дворику ратуші. За процесом можуть поспостерігати всі охочі. Потім всі фігури встановлюються на південній стороні площі Ринок для огляду. Охочі можуть взяти участь у конкурсі «Лев глядацьких симпатій», на якому за допомогою бюлетенів обирають найкращого лева; та у конкурсі на найкращу фотографію однієї зі скульптур. Після цього скульптури левів можуть продати на аукціоні (як це було у 2007 році) або подарувати (2009).
У 2007 році перше місце глядацьких симпатій зайняв "Кавово-шоколадний" лев Олександри Новацької, друге - "Пивний лев" Юрка Коха, третє — "Лев-франт" Олега Скрипки та Орести Гураль.
Організаторами фестивалю є Львівська міська рада та Львівська обласна громадська організація «Срібні крила».

## Перелік фестивалів
| Час проведення     | Кількість скульптур | Подальша доля скульптур                                                 | Відомі люди, що взяли участь у фестивалі               |
| 2-22 вересня 2007  | 22                  | Продані на аукціоні. На отримані кошти споруджено 6 дитячих майданчиків | Юрій Андрухович, Олег Скрипка, Андрій Садовий з сім'єю |
| 12-21 вересня 2009 | 30                  | Подаровані обласним центрам України                                     | Руслана Лижичко, Андрій Кузьменко                      |

## Аналоги
Фестиваль має багато закордонних аналогів. Зокрема, найвідомішим подібним проектом є «Парад корів», який вперше відбувся у 1998 році у Цюриху (Швейцарія). З того часу він відбувається щорічно, мандруючи світом. Свого часу Паради корів відбувались у Нью-Йорку, Сіднеї, Лондоні, Токіо, Йоганнесбурзі, Брюселі, Стокгольмі, Г'юстоні, Чикаго, Барселоні, Флоренції, Монте-Карло, Празі, Братиславі, Бухаресті. У світі проводяться й інші паради скульптур тварин: «Парад ведмедів» в Берліні, «Парад лосів» у Канаді, «Парад кенгуру» в Австралії, «Парад верблюдів» у Дубаї.
Перший парад левів пройшов у Мюнхені у 2005–2006 роках. Скульптури левів прикрашали вулиці міста протягом року напередодні чемпіонату світу з футболу 2006. Після цього їх було продано на аукціоні. Отримані кошти були скеровані на благодійність. У 2006 році Парад левів пройшов у Санкт-Петербурзі, у ньому взяли участь близько десяти скульптур.

## Значення
Парад левів є важливим міським фестивалем для Львова. Щодо його перебігу спостерігається значний резонанс у місцевих, регіональних та загальнонаціональних ЗМІ, що свідчить про зацікавленість громадян. Так, під час фестивалю-2007 було роздано 20500 бюлетенів для голосування за лева глядацьких симпатій. У цьому ж році всі скульптури було продано з аукціону, а на отримані кошти у Львові було відкрито шість дитячих майданчиків. Передача скульптур у подарунок іншим містам України (2009) сприяла поширенню позитивного іміджу Львова як гостинного, щедрого та творчого міста.